# 灰釉直紋雙耳罐
灰釉直紋雙耳罐，高22.1公分、腹寬約34.5公分、口徑17.5公分，是戰國年間的陶瓷器，現存於國立故宮博物院。

## 歷史
春秋、戰國時期，江蘇、浙江一帶盛行燒造高溫灰釉器。這件灰釉瓷直紋雙耳罐，便是在戰國年間，西元前5世紀－西元前3世紀，以瓷土為胎，施以透明鈣灰釉，於1200度的高溫燒製而成的作品。

## 外觀
罐呈直口、斜肩、圓鼓腹、腹部下收、平底。肩上對稱位置有二環形繫耳，耳內銜環。胎呈黃褐色，器表施釉至器腹中間，釉色青黃，釉層較薄，並有剝釉現象。
器身上最搶眼之處，是位於肩部和上腹部的直紋瓦楞線刻紋，同樣的作品在浙江德清亭子橋窯址可以得見，江蘇無錫鴻山越國貴族墓葬中也有類似作品出土。